# ハタンガ湾
座標: 北緯73度45分 東経109度00分 / 北緯73.75度 東経109度

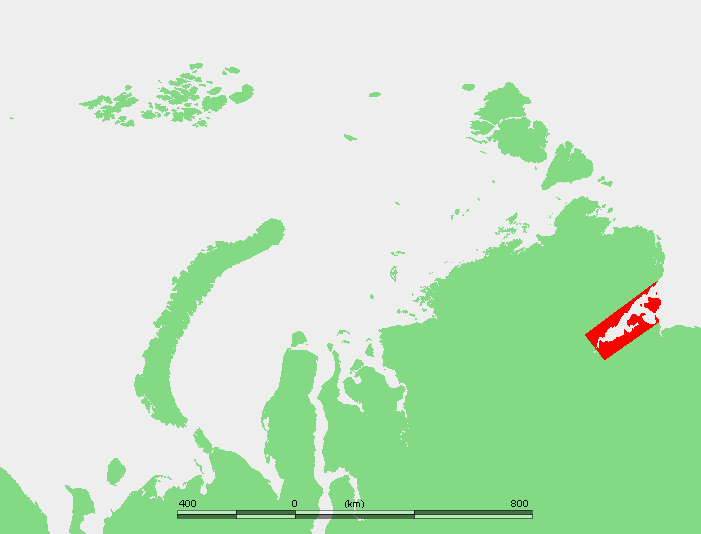
ハタンガ湾の位置

ハタンガ湾（ハタンガわん、Khatanga Gulf, Khatanga Bay, Хатангский залив）は、ロシアのシベリア北部、北極海の一部であるラプテフ海の西端に位置する湾である。西南から流れるハタンガ川の河口が、東西の長さ220km、幅最大54kmの三角江を形成している。
湾は北東へ開いている。広さ1,764平方kmのボリショイ・ベギチェフ島が湾の入り口をふさぎ、南北に海峡を作っている。北海峡は幅13km、東海峡は幅8kmとなっている。湾の最大深度は29m。潮の満ち引きの高低差は1.4m。湾は夏の一時期を除き、年のほとんどは結氷している。
湾の海岸は高く険しく切り立っている。ツンドラの植生の崖が連なり、砂岩や泥岩の崖もみられる。
行政区分は、北と西はクラスノヤルスク地方に、南東部の一部がサハ共和国に属している。